# Johan Backlund
Johan Backlund, född 24 juli 1981 i Skellefteå, var en svensk ishockeyspelare, (målvakt). Sista laget han spelade för, var Skellefteå AIK i SHL. Backlund har också tidigare spelat i HK Vitjaz Podolsk, Oulun Kärpät, Adirondack Phantoms, Timrå IK, HC Slovan Bratislava och Leksands IF.
Backlund var målvakt i Tre Kronor under VM 2007 i Moskva. Den 26 mars 2009 skrev Backlund kontrakt med NHL-laget Philadelphia Flyers.. Under sina två första år i Philadelphias organisation har han spelat en match i NHL.